# Horst Schmidt (Fußballspieler, 1924)
Horst Schmidt (* 26. Oktober 1924) ist ein ehemaliger deutscher Fußballtorwart. Mit der ZSG Union Halle wurde er 1949 Ostzonenmeister.

## Sportliche Laufbahn
Im Zuge des Wechsels der Fußballabteilung der SG Freiimfelde Halle zur Zentralen Sportgemeinschaft Union Halle im April 1949 ersetzte der 24-jährige Torwart Horst Schmidt den bisherigen Freiimfelder Torhüter Grimm bei der ZSG. Schmidt hatte bis dahin bei der unterklassigen Betriebssportgemeinschaft (BSG) Traktor in Zappendorf, zwölf Kilometer von Halle entfernt, gespielt. Obwohl noch nicht für die ZSG spielberechtigt, wurde Schmidt in den drei Endrundenspielen der Ostzonenmeisterschaft 1949 eingesetzt. Proteste der anderen Endrundenmannschaften wurden ignoriert. Am 26. Juni 1949 gewann die ZSG Union Halle im Dresdner Heinz-Steyer-Stadion mit Horst Schmidt im Tor das Endspiel um die Ostzonenmeisterschaft mit 4:1 über Fortuna Erfurt.
Damit hatte sich Union Halle auch für die erste Spielzeit der neu gegründeten Ostzonenliga, der späteren DDR-Oberliga, qualifiziert. Zum Aufgebot der ZSG Union gehörte auch wieder Horst Schmidt als Stammtorwart. Er wurde folgerichtig von Beginn der Punktspiele an eingesetzt und stand bis zum elften Spieltag regelmäßig im Tor der Hallenser. Vom 12. Spieltag an wurde Schmidt nicht mehr bei der ZSG-Mannschaft eingesetzt, über die Gründe schwieg sich die DDR-Presse aus. Für den Rest der Saison wurde er durch den bereits 30-jährigen Arthur Richter ersetzt. Horst Schmidt erschien auch später nicht mehr im höherklassigen Fußball.